# Atletica leggera ai Giochi della XI Olimpiade - Marcia 50 km
La competizione della marcia 50 km di atletica leggera ai Giochi della XI Olimpiade si è disputata il giorno 5 agosto 1936 con partenza e arrivo allo Stadio Olimpico di Berlino.

## Finale
| Pos.    | Atleta              | Nazione            | Tempo        |
| ------- | ------------------- | ------------------ | ------------ |
| Oro     | Harold Whitlock     | Gran Bretagna      | 4h30'41"4    |
| Argento | Arthur Tell Schwab  | Svizzera           | 4h32'09"2    |
| Bronzo  | Adalberts Bubenko   | Lettonia           | 4h32'42"2    |
| 4       | Jaroslav Štork      | Cecoslovacchia     | 4h34'00"2    |
| 5       | Edgar Bruun         | Norvegia           | 4h34'53"2    |
| 6       | Fritz Bleiweiß      | Germania           | 4h36'48"4    |
| 7       | Karl Reiniger       | Svizzera           | 4h40'45"0    |
| 8       | Étienne Laisné      | Francia            | 4h41'40"0    |
| 9       | Teodor Bieregowoj   | Polonia            | 4h42'49"0    |
| 10      | Anton Toscani       | Paesi Bassi        | 4h42'59"4    |
| 11      | Evald Segerström    | Svezia             | 4h43'30"4    |
| 12      | Ettore Rivolta      | Italia             | 4h48'47"0    |
| 13      | Adrien Courtois     | Francia            | 4h49'07"0    |
| 14      | Giuseppe Gobbato    | Italia             | 4h49'51"0    |
| 15      | Adolf Aebersold     | Svizzera           | 4h51'14"0    |
| 16      | Herbert Dill        | Germania           | 4h51'26"0    |
| 17      | Tebbs Lloyd Johnson | Gran Bretagna      | 4h54'56"0    |
| 18      | Mario Brignoli      | Italia             | 4h58'12"0    |
| 19      | Ryoji Naraoka       | Giappone           | 5h07'15"0    |
| 20      | Vasile Firea        | Romania            | 5h09'39"0    |
| 21      | Albert Mangan       | Stati Uniti        | 5h12'00"2    |
| 22      | Cai Tsungyi         | Repubblica di Cina | 5h16'02"4    |
| 23      | Ernest Koehler      | Stati Uniti        | 5h20'18"2    |
| 24      | Chao Yuyen          | Repubblica di Cina | 5h25'01"0    |
| 25      | Chang Chanchiu      | Repubblica di Cina | 5h26'54"2    |
| 26      | Ernie Crosbie       | Stati Uniti        | 5h31'44"2    |
| -       | Jānis Dāliņš        | Lettonia           | Ritirato     |
| -       | Joe Hopkins         | Gran Bretagna      | Rit.         |
| -       | Ejner Bech          | Danimarca          | Rit.         |
| -       | Arnolds Krūkliņš    | Lettonia           | Squalificato |
| -       | Dick Löf            | Svezia             | Squal.       |
| -       | Friedrich Prehn     | Germania           | Squal.       |
| -       | Gösta Grandin       | Svezia             | Squal.       |